# Benedictus Erici
Benedictus Erici, latinisering av Bengt Eriksson, född 1559 i Ekshärad, död 18 juni 1634 i Ekshärad, var en svensk präst och kyrkoherde.

## Biografi
Benedictus Erici var son till kyrkoherden i Ekshärad Ericus Jonæ och hans hustru Ingeborg Arvidsdotter. 1581 studerade Erici på Uppsala universitet, varefter han prästvigdes 1584 och började att arbeta som präst tillsammans med sin far och bror i Ekshärads församling. När fadern avled 1588 tog brodern Jonas Erici över arbetet som kyrkoherde, och Benedictus blev den näst högst uppsatta prästen efter brodern. 
I mars 1593 hölls kyrkomöte i Uppsala, känt som Uppsala möte, då fyra biskopar och 302 andra präster samlades för att fastställa reformationen av svenska kyrkan. Benedictus Erici skrev under beslutet från Uppsala möte, (Benedictus in Elffuedalen), men huruvida han var en av de 302 prästerna som samlats i Uppsala är oklart. Uppsala mötes beslut cirkulerade bland prästerskapet i hela riket för underskrift.
Då brodern kyrkoherden Jonas Erici avled 1594 fick Benedictus den 4 mars 1595 hertig Karls fullmakt att vara kyrkoherde i Ekshärad. Denna befattning innehade Erici i 39 år, fram tills sin död 1634. Erici begravdes i Ekshärads gamla kyrka tillsammans med makan Magdalena, som avled samma år. Gravhällen finns kvar än idag, och finns att beskåda i Ekshärad. Förutom bilder av Erici och hans hustru och barn upptas stenen av inskrifter av dessa samt bibelspråk. Huvudinskriften lyder:

"Här vilar den berömde Herr Benedictus, född 1559, vars fader var hett Erik i Elfedalen och farbror herr Jonas i Rangedal, vilka voro kyrkoherdar därstädes före honom. Han förestod kyrkan i Elfvedalen i 50 år och dog den 18 juni (?) 1634 - och hans hustru Magdalen, som var dotter till prosten och kyrkoherden Sven i Kil. Hon dog den 10 januari samma år".

## Familj
Benedictus Erici gifte sig med Magdalena Brunia (156x–1634), dotter till Sveno Laurentii Brunius, kyrkoherde i Stora Kil. Tillsammans med henne hade Benedictus åtta kända barn.